# خوشه کندو
خوشه کندوی عسل یا مسیه ۴۴(به انگلیسی: Messier 44) یا ان‌جی‌سی ۲۶۳۲ یک خوشه ستاره‌ای خوشه ستاره‌ای باز در صورت فلکی خرچنگ است که فاصله آن از زمین پانصد سال نوری و قدر ظاهری آن ۴ است.

## منابع

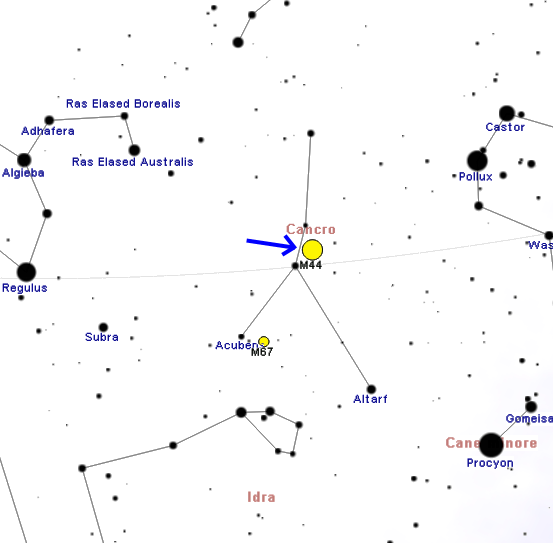
مکان خوشه کندوی عسل در صورت فلکی خرچنگ